# Джованни (кардинал)
Джованни (Giovanni) — католический церковный деятель XII века. На консистории 22 сентября (либо октября) 1178 года был провозглашен кардиналом-дьяконом с титулом церкви Сант-Анджело-ин-Пескерия. Участвовал в выборах папы 1181 года (Луций III). Был папским легатом в Константинополе. Назван благословенным и мучеником в работе Людовикуса Дониуса д'Аттичи 1660 года.